# Ypthima sepyra
Ypthima sepyra är en fjärilsart som beskrevs av William Chapman Hewitson 1864. Ypthima sepyra ingår i släktet Ypthima och familjen praktfjärilar. Inga underarter finns listade i Catalogue of Life.